# Scipione del Ferro
Scipione del Ferro (ur. 6 lutego 1465 w Bolonii, zm. 5 listopada 1526 w Bolonii) – włoski matematyk.

## Życiorys
Rodzicami Scipione del Ferro byli Floriano i Filippa Ferro. Jego ojciec pracował w papierni co było wówczas dobrym zajęciem. O wykształceniu Scipione niewiele wiadomo, ale przypuszcza się, że studiował na Uniwersytecie Bolońskim. W 1496 został on zatrudniony na tym uniwersytecie jako nauczyciel arytmetyki i geometrii i pracował tam aż do śmierci.

## Dzieło
Żadne prace del Ferro nie zachowały się do późniejszych czasów, głównie dlatego że nie publikował on swych osiągnięć. Najważniejsze odkrycia zapisywał w notatniku który po śmierci matematyka przeszedł w posiadanie jego zięcia Hannibala Nave. Nave był również matematykiem i po śmierci teścia w 1526 przejął jego posadę na Uniwersytecie Bolońskim. W 1543, Nave pokazał notatnik teścia odwiedzającym go Cardanowi i Ferrariemu.
Najważniejszym osiągnięciem Scipione del Ferro było opracowanie algebraicznej metody rozwiązywania równań sześciennych. Matematycy w tym czasie wiedzieli już, że rozwiązanie ogólnego równania trzeciego stopnia może być zredukowane do rozwiązania jednego z następujących dwóch typów równań:
{\displaystyle x^{3}+mx=n} oraz {\displaystyle x^{3}=mx+n} (gdzie {\displaystyle m,n>0}).
Należy tu przypomnieć, że w Europie XVI wieku nie używano jeszcze liczb ujemnych, więc powyższe dwa równania traktowano jak dwa różne równania. 
Scipione del Ferro podał metodę rozwiązania jednego z tych typów, a prawdopodobnie też i drugiego. 
Niezależnie (ale i później) równania te były rozwiązane przez Niccola Tartaglię, który opisał swoją metodę Cardanowi pod obietnicą, że ten nigdy jej nie opublikuje. Kiedy Cardano odkrył, że del Ferro był pierwszym matematykiem który rozwiązał równania trzeciego stopnia, to uznał że obietnica dana Tartaglii nie obowiązuje go więcej i opublikował metodę w swoim dziele Ars Magna w 1545. W tej książce Cardano zawarł też wyrazy uznania i podziwu dla wyników del Ferro.